# كليفورد ديفيس
كليفورد ديفيس (بالإنجليزية: Clifford Davis)‏ هو محامي وسياسي أمريكي، ولد في 18 نوفمبر 1897 في الولايات المتحدة، وتوفي في 8 يونيو 1970 بواشنطن العاصمة في الولايات المتحدة. حزبياً، نشط في الحزب الديمقراطي. انتخب نائب العمدة (1928 – 1940) وانتخب قاضي (1923 – 1927) وانتخب عضو مجلس النواب الأمريكي.